# Rigas Feraios
Rigas Feraios (tiếng Hy Lạp: ?) là một khu tự quản ở vùng Thessalía, Hy Lạp. Khu tự quản Rigas Feraios có diện tích 551 km², dân số theo điều tra ngày 18 tháng 3 năm 2001 là 11830 người.